# Ділова конкуренція
Ділова конкуренція - тип змагання, яке виникає між господарюючими суб'єктами, кожен з яких своїми діями обмежує можливість конкурента односторонньо впливати на умови обертання товарів на ринку, тобто про ступінь залежності ринкових умов від поведінки окремих учасників ринку.
П'ять складових ділової конкуренції:
1. Конкуренція між вже існуючими учасниками або гравцями на ринку
2. Конкуренція між потенційними учасниками ринку
3. Конкуренція з боку сурогатів будь-якого товару або послуги; (наприклад, конкуренція продавців шкірозамінника та шкіри)
4. Ринковий тиск з боку покупців спрямований на заниження ціни
5. Ринковий тиск з боку постачальників сировини, спрямований, природно, на завищення ціни